# Distributividad

Ilustración de la propiedad distributiva de los enteros positivos.

En matemáticas, la distributividad es la propiedad de las operaciones binarias que generaliza la propiedad distributiva del álgebra elemental. La propiedad distributiva de la multiplicación sobre la suma en álgebra elemental es aquella en la que el resultado de un número multiplicado por la suma de dos o más sumandos, es igual a la suma de los productos de cada sumando por ese número. En términos algebraicos:
Ejemplo: {\displaystyle 3\cdot (5+4)=3\cdot (9)=27} 
 

{\displaystyle (3\cdot 5)+(3\cdot 4)=15+12=27} 
 

En ambos casos los resultados son iguales. Esta propiedad, particularizada para la suma y el producto, se puede generalizar a cualquier otro par de operaciones aritméticas, obteniendo de esta forma la definición de distributividad.
Esta propiedad básica de los números forma parte de la definición de la mayoría de las estructuras algebraicas que tienen dos operaciones llamadas suma y multiplicación, como los números complejos, los polinomio, las matrices, los anillos y los campos. También se encuentra en el álgebra booleana y en la lógica matemática, donde cada una de las y lógicas (denotadas {\displaystyle ,|land\,}) y de las o lógicas (denotadas {\displaystyle ,|lor\,}) se distribuye sobre la otra.

## Definición
Sea A un conjunto dado en el que se han definido dos operaciones binarias ({\displaystyle \circ } ; {\displaystyle \star }). Entonces: 
- La operación {\displaystyle \circ } es distributiva por la izquierda respecto de la operación {\displaystyle \star } si se cumple que dados tres elementos cualesquiera a, b, c {\displaystyle \in } A, entonces

{\displaystyle a\circ (b\star c)=(a\circ b)\star (a\circ c)}
- La operación {\displaystyle \circ } es distributiva por la derecha respecto de la operación {\displaystyle \star } si se cumple que dados tres elementos cualesquiera a, b, c {\displaystyle \in } A, entonces

{\displaystyle (b\star c)\circ a=(b\circ a)\star (c\circ a)}
- La operación {\displaystyle \circ } es distributiva respecto de la operación {\displaystyle \star } si es distributiva por la derecha y distributiva por la izquierda, esto es, no cumple que dados tres elementos cualesquiera a, b, c {\displaystyle \in } A, entonces

{\displaystyle a\circ (b\star c)=(a\circ b)\star (a\circ c)} ∧ {\displaystyle (b\star c)\circ a=(b\circ a)\star (c\circ a)}
Hay que notar que si la operación {\displaystyle \circ } cumple la propiedad conmutativa, entonces las tres condiciones son equivalentes, y basta que se cumpla una cualquiera de ellas para que las otras dos también se cumplan simultáneamente.
Las leyes distributivas se encuentran entre los axiomas para anillos (como el anillo de enteros) y campos (como el campo de números racionales). Aquí la multiplicación es distributiva sobre la suma, pero la suma no es distributiva sobre la multiplicación. Ejemplos de estructuras con dos operaciones que son cada una distributiva sobre la otra son las álgebras booleanas como el álgebra de conjuntos o el álgebra conmutativa.
La multiplicación de sumas puede expresarse de la siguiente manera: Cuando se multiplica una suma por otra, se multiplica cada sumando de una suma por cada sumando de la otra suma (sin perder de vista los signos) y luego se suman todos los productos resultantes.

## Ejemplos

### Números reales
En los siguientes ejemplos, se muestra el uso de la propiedad distributiva en el conjunto de números reales {\displaystyle \mathbb {R} }. Cuando se menciona la multiplicación en matemáticas elementales, generalmente se refiere a este tipo de multiplicación. Desde el punto de vista del álgebra, los números reales forman un campo, lo cual segura la validez de la ley distributiva.
Primer ejemplo (multiplicación mental y escrita)
Durante aritmética sin lápiz, a menudo la distributividad se utiliza de manera inconsciente:
{\displaystyle 6\cdot 16=6\cdot (10+6)=6\cdot 10+6\cdot 6=60+36=96}
Por lo tanto, para calcular {\displaystyle 6\cdot 16} sin ayuda de lápiz, primero se multiplica {\displaystyle 6\cdot 10} y {\displaystyle 6\cdot 6} y se suma los resultados intermedios. La multipicación realizada escribiendo también se basa en la ley distributiva.
Segundo ejemplo (con variables)
{\displaystyle 3a^{2}b\cdot (4a-5b)=3a^{2}b\cdot 4a-3a^{2}b\cdot 5b=12a^{3}b-15a^{2}b^{2}}
Tercer ejemplo (con dos sumas)
{\displaystyle {\begin{aligned}(a+b)\cdot (a-b)&=a\cdot (a-b)+b\cdot (a-b)=a^{2}-ab+ba-b^{2}=a^{2}-b^{2}\\&=(a+b)\cdot a-(a+b)\cdot b=a^{2}+ba-ab-b^{2}=a^{2}-b^{2}\\\end{aligned}}}
En este caso la propiedad distributiva fue aplicada dos veces, y no importa cuál paréntesis se resuelve primero.
Cuarto ejemplo
En este caso la propiedad distributiva es usada al revés comparada con los casos en los ejemplos anteriores. Sea
{\displaystyle 12a^{3}b^{2}-30a^{4}bc+18a^{2}b^{3}c^{2}\,.}
Dado que el factor {\displaystyle 6a^{2}b} se encuentra en todos los sumandos, se lo puede extraer como factor común. Por lo que de acuerdo a la propiedad distributiva se obtiene
{\displaystyle 12a^{3}b^{2}-30a^{4}bc+18a^{2}b^{3}c^{2}=6a^{2}b\left(2ab-5a^{2}c+3b^{2}c^{2}\right).}

### Matrices
La ley distributiva es válida para la multiplicación de matrices. O sea,
{\displaystyle (A+B)\cdot C=A\cdot C+B\cdot C}
para todas matrices {\displaystyle A,B} {\displaystyle l\times m}  y matriz {\displaystyle C,} {\displaystyle m\times n} como también
{\displaystyle A\cdot (B+C)=A\cdot B+A\cdot C}
para todas matriz {\displaystyle A} {\displaystyle l\times m}  y matrices {\displaystyle B,C.} {\displaystyle m\times n}
Como la propiedad conmutativa no es válida para la multiplicación de matrices, la segunda ley no se deriva de la primera ley. En este caso, son dos leyes diferentes.

### Enteros de Gauss
Entre los números complejos, un caso interesante es el de los enteros gaussianos, que se escriben en la forma z = n + mi con n y m enteros. Usamos la distributividad de la multiplicación compleja para mostrar por ejemplo que (1 + i)2 = 1 + 2i + i2 = 2i, es decir que 1 + i es raíz cuadrada de 2i. De manera más general, demostramos que el producto de dos enteros gaussianos es un entero gaussiano.

### Otros ejemplos
- En cambio la multiplicación de números ordinales, solo es distributiva por izquierda, no por derecha.
- El producto cruz es distributivo por derecha y por izquierda con respecto a la suma de vectores, aunque no es conmutativo.
- La unión de conjuntos es distributiva con respecto a la intersección, y la intersección es distributiva con respecto a la unión.
- La disyunción lógica ("o") es distributiva sobre la conjunción lógica ("Y"), y viceversa.
- Para los números reales (y para todo conjunto totalmente ordenado), la operación máximo es distributiva sobre la operación mínimo, y viceversa: {\displaystyle \max(a,\min(b,c))=\min(\max(a,b),\max(a,c))\quad {\text{ y }}\quad \min(a,\max(b,c))=\max(\min(a,b),\min(a,c)).}
- Para enteros, el máximo común divisor es distributivo con respecto al mínimo común múltiplo, y viceversa: {\displaystyle \gcd(a,\operatorname {lcm} (b,c))=\operatorname {lcm} (\gcd(a,b),\gcd(a,c))\quad {\text{ y }}\quad \operatorname {lcm} (a,\gcd(b,c))=\gcd(\operatorname {lcm} (a,b),\operatorname {lcm} (a,c)).}
- Para los números reales, la suma se distribuye sobre la operación de máximo, y también con respecto a la operación de mínimo: {\displaystyle a+\max(b,c)=\max(a+b,a+c)\quad {\text{ y }}\quad a+\min(b,c)=\min(a+b,a+c).}
- En la multiplicación binomial, la distribución a veces se denomina como el método PEIU[2] (Primeros términos {\displaystyle ac,} Exteriores {\displaystyle ad,} Interiores {\displaystyle bc,} y Últimos {\displaystyle bd}) such as: {\displaystyle (a+b)\cdot (c+d)=ac+ad+bc+bd.}
- En todos los semianillos, incluidos los números complejos, las multiplicaciones de cuaterniones, polinomios, y matrices,  es distributiva con respecto a la suma: {\displaystyle u(v+w)=uv+uw,(u+v)w=uw+vw.}
- En todas las álgebras en un campo, incluidos los octoniones y otras álgebras no asociativas, la multiplicación es distributiva respecto de la suma.

## Distributividad y redondeo
En la aritmética aproximada, como la aritmética de punto flotante, la propiedad distributiva de la multiplicación (y división) sobre la suma puede fallar debido a las limitaciones de la precisión aritmética. Por ejemplo, la identidad {\displaystyle 1/3+1/3+1/3=(1+1+1)/3} falla en la aritmética decimal, independientemente del número de dígitos significativos. Métodos como el redondeo bancario pueden ayudar en algunos casos, al igual que aumentar la precisión utilizada, pero en última instancia, algunos errores de cálculo son inevitables.

## Lógica proposicional

### Regla de reemplazo
En la lógica proposicional funcional de verdad estándar, la distribución en las demostraciones lógicas utiliza dos reglas de reemplazo válidas para expandir las ocurrencias individuales de ciertas conectivas lógicas, dentro de alguna fórmula, en aplicaciones separadas de esas conectivas a través de subfórmulas de la fórmula dada. Las reglas son
{\displaystyle (P\land (Q\lor R))\Leftrightarrow ((P\land Q)\lor (P\land R))\qquad {\text{ and }}\qquad (P\lor (Q\land R))\Leftrightarrow ((P\lor Q)\land (P\lor R))}
donde "{\displaystyle \Leftrightarrow }>", también escrito {\displaystyle \,\equiv ,\,} es un símbolo metalógico que representa "puede ser reemplazado en una prueba con" o "es lógicamente equivalente a".

### Conectivas funcionales de verdad
La distributividad de algunos conectivos lógicos de lógica proposicional funcional de verdad. Las siguientes equivalencias lógicas demuestran que la distributividad es una propiedad de las conectivas particulares. Las siguientes son tautologías funcionales de verdad.
{\displaystyle {\begin{alignedat}{13}&(P&&\;\land &&(Q\lor R))&&\;\Leftrightarrow \;&&((P\land Q)&&\;\lor (P\land R))&&\quad {\text{ Distribución de }}&&{\text{ conjunción }}&&{\text{ sobre }}&&{\text{ disyunción }}\\&(P&&\;\lor &&(Q\land R))&&\;\Leftrightarrow \;&&((P\lor Q)&&\;\land (P\lor R))&&\quad {\text{ Distribución de }}&&{\text{ disyunción }}&&{\text{ sobre }}&&{\text{ conjunción }}\\&(P&&\;\land &&(Q\land R))&&\;\Leftrightarrow \;&&((P\land Q)&&\;\land (P\land R))&&\quad {\text{ Distribución de }}&&{\text{ conjunción }}&&{\text{ sobre }}&&{\text{ conjunción }}\\&(P&&\;\lor &&(Q\lor R))&&\;\Leftrightarrow \;&&((P\lor Q)&&\;\lor (P\lor R))&&\quad {\text{ Distribución de }}&&{\text{ disyunción }}&&{\text{  sobre }}&&{\text{ disyunción }}\\&(P&&\to &&(Q\to R))&&\;\Leftrightarrow \;&&((P\to Q)&&\to (P\to R))&&\quad {\text{ Distribución de }}&&{\text{ implicación }}&&{\text{  }}&&{\text{  }}\\&(P&&\to &&(Q\leftrightarrow R))&&\;\Leftrightarrow \;&&((P\to Q)&&\leftrightarrow (P\to R))&&\quad {\text{ Distribución de }}&&{\text{ implicación }}&&{\text{ sobre }}&&{\text{ equivalencia }}\\&(P&&\to &&(Q\land R))&&\;\Leftrightarrow \;&&((P\to Q)&&\;\land (P\to R))&&\quad {\text{ Distribución de }}&&{\text{ implicación }}&&{\text{ sobre }}&&{\text{ conjunción }}\\&(P&&\;\lor &&(Q\leftrightarrow R))&&\;\Leftrightarrow \;&&((P\lor Q)&&\leftrightarrow (P\lor R))&&\quad {\text{ Distribución de}}&&{\text{ disyunción }}&&{\text{ sobre }}&&{\text{ equivalencia }}\\\end{alignedat}}}
Distribución doble
{\displaystyle {\begin{alignedat}{13}&((P\land Q)&&\;\lor (R\land S))&&\;\Leftrightarrow \;&&(((P\lor R)\land (P\lor S))&&\;\land ((Q\lor R)\land (Q\lor S)))&&\\&((P\lor Q)&&\;\land (R\lor S))&&\;\Leftrightarrow \;&&(((P\land R)\lor (P\land S))&&\;\lor ((Q\land R)\lor (Q\land S)))&&\\\end{alignedat}}}

## Generalizaciones
En varias áreas matemáticas se consideran leyes de distributividad generalizadas. Esto puede implicar el debilitamiento de las condiciones anteriores o la extensión a operaciones infinitas. Especialmente en teoría del orden se encuentran numerosas variantes importantes de la distributividad, algunas de las cuales incluyen operaciones infinitas, como la ley distributiva infinita; otras se definen en presencia de sólo una operación binaria, como las definiciones correspondientes y sus relaciones se dan en el artículo distributividad (teoría del orden). Esto también incluye la noción de una red completamente distributiva.
En presencia de una relación de ordenación, también se pueden debilitar las igualdades anteriores sustituyendo {\displaystyle \,=\,} por {\displaystyle \,\leq \,} o {\displaystyle \,\geq .} Naturalmente, esto dará lugar a conceptos significativos sólo en algunas situaciones. Una aplicación de este principio es la noción de subdistributividad, como se explica en el artículo sobre aritmética de intervalos.
En teoría de la categoría, si {\displaystyle (S,\mu ,\nu )} y {\displaystyle \left(S^{\prime },\mu ^{\prime },\nu ^{\prime }\right)} son mónadas en una categoría {\displaystyle C,} una ley distributiva {\displaystyle S.S^{\prime }\to S^{\prime }.S} es una transformación natural {\displaystyle \lambda :S.S^{\prime }\to S^{\prime }.S} tal que {\displaystyle \left(S^{\prime },\lambda \right)} es un mapa laxo de mónadas {\displaystyle S\to S} and {\displaystyle (S,\lambda )} es un mapa colaxo de mónadas {\displaystyle S^{\prime }\to S^{\prime }.} Estos son exactamente los datos necesarios para definir una estructura de mónada sobre {\displaystyle S^{\prime }.S}: el mapa de multiplicación es  {\displaystyle S^{\prime }\mu .\mu ^{\prime }S^{2}.S^{\prime }\lambda S} y el mapa unitario es {\displaystyle \eta ^{\prime }S.\eta .}.
También se ha propuesto una ley distributiva generalizada en el ámbito de la teoría de la información.

### Antidistributividad
La ubicua identidad que relaciona los inversos con la operación binaria en cualquier grupo, a saber {\displaystyle (xy)^{-1}=y^{-1}x^{-1},} que se toma como axioma en el contexto más general de un semigrupo con involución, se ha llamado a veces una propiedad antidistributiva (de la inversión como operación unaria).
En el contexto de un casi-anillo, que elimina la conmutatividad del grupo escrito aditivamente y asume sólo la distributividad de un lado, se puede hablar de elementos distributivos (de dos lados) pero también de elementos antidistributivos. Estos últimos invierten el orden de la adición (no conmutativa); suponiendo un anillo de izquierda (es decir, que todos los elementos se distribuyen cuando se multiplican por la izquierda), entonces un elemento antidistributivo {\displaystyle a} invierte el orden de la adición cuando se multiplica por la derecha: {\displaystyle (x+y)a=ya+xa.}
En el estudio de la lógica proposicional y el álgebra de Boole, el término ley antidistributiva se utiliza a veces para denotar el intercambio entre la conjunción y la disyunción cuando la implicación es un factor sobre ellas:
{\displaystyle (a\lor b)\Rightarrow c\equiv (a\Rightarrow c)\land (b\Rightarrow c)}
{\displaystyle (a\land b)\Rightarrow c\equiv (a\Rightarrow c)\lor (b\Rightarrow c).}
Estas dos tautologías son una consecuencia directa de la dualidad en las leyes de De Morgan.